# Thysania
Genre
Thysania est un genre de lépidoptères (papillons) sud-américains de la famille des Erebidae, de mœurs souvent nocturnes.

## Liste des espèces
Selon BioLib (27 juillet 2018) :
- Thysania agrippina (Cramer, 1776)
- Thysania pomponia Jordan, 1924
- Thysania zenobia (Cramer, 1777)